# Giovanni Marangoni (archeologo)
Giovanni Marangoni (Vicenza, 6 agosto 1673 – Roma, 5 febbraio 1753) è stato un teologo, archeologo e protonotaro apostolico italiano.

## Biografia
Figlio di Francesco e di Marietta, di cui l'atto di nascita tace il cognome, ricevette la prima tonsura il 4 aprile 1685, nel seminario arcivescovile di Corfù, dove si trovava forse per accompagnare l'arcivescovo Marcantonio Barbarigo che fu poi creato cardinale da Papa Innocenzo XI, nel 1686. A settembre 1685 tornò a Venezia col Barbarigo e il 22 settembre 1696 fu ordinato sacerdote, a Roma, nella Basilica di San Giovanni in Laterano. Nel febbraio 1703 risulta nella Chiesa di San Girolamo della Carità, non lontana da Piazza Farnese.

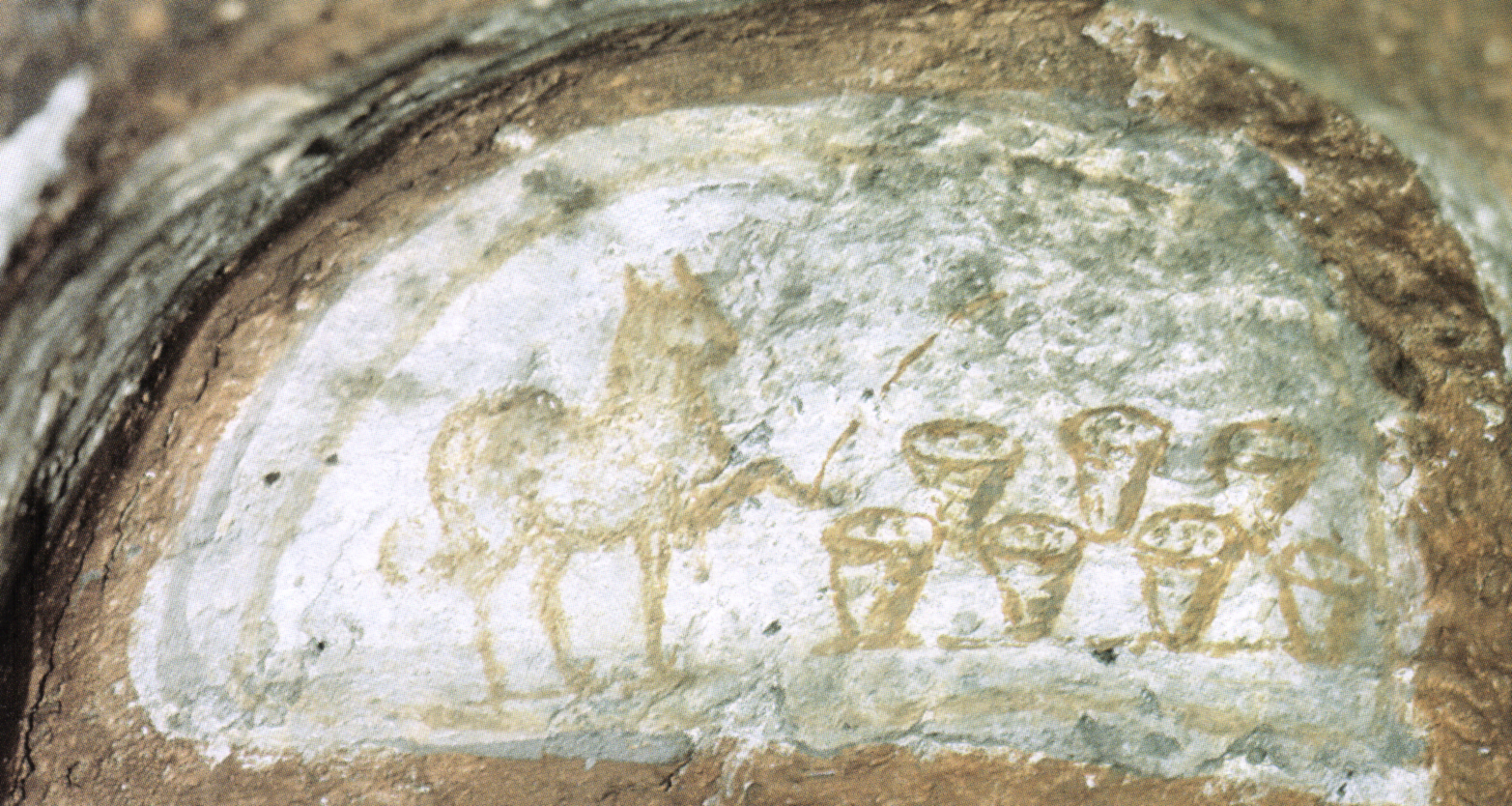
Agnello che benedice i pani, metà del IV secolo, affresco nelle catacombe di Commodilla

### Fra teologia e archeologia  cristiana
Strinse amicizia fraterna con Marcantonio Boldetti, canonico della Basilica di Santa Maria in Trastevere, che Clemente XI aveva scelto come Custode delle reliquie e dei cimiteri, e con la terziaria domenicana di Anagni Claudia De Angelis, che assisterà poi nell'impianto ad Anagni delle "Scuole pie per le fanciulle", aperte nel 1709 e definitivamente riconosciute nel 1720.
Dagli esercizi spirituali alle monache di Santa Chiara, in Anagni, Marangoni trasse spunto per la sua prima opera: Esercizii per la novena del Santissimo Natale, 1707. Seguirono Gridi del pastore divino, 1710 - che contengono citazioni di passi biblici e di autori classici - opera in traduzione dallo spagnolo e scritta in forma di dialogo. Nel 1712 pubblicò Vita del servo di Dio il p. Buonsignore Cacciaguerra, mistico senese.

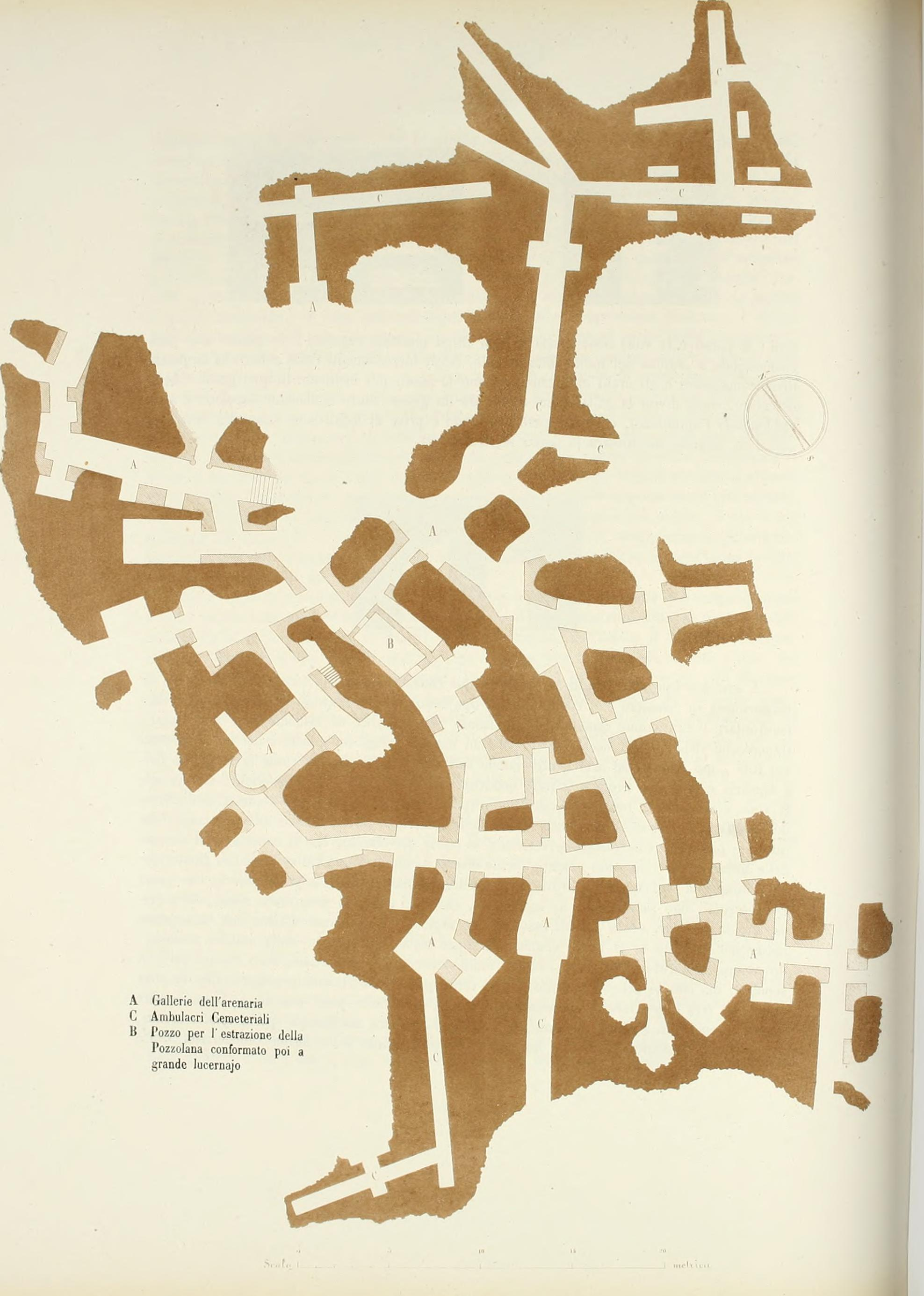
La Roma sotterranea cristiana, (1864)

Nel 1718 si stabilì con Boldetti in un palazzo romano, contiguo alla Chiesa di Santa Maria in Publicolis e detto dal bugnato dell'esterno "a punte di diamante". 
Accompagnava sovente Boldetti nelle esplorazioni del sottosuolo romano. Nel 1720 sondaggi a lato della via Ostiense e lungo la Salaria favorirono il ritrovamento delle Catacombe di Commodilla e della Catacomba di Trasone. Boldetti pubblicò Osservazioni sopra i cimiterj de' santi martiri ed antichi cristiani di Roma, opera dotta sugli usi funerari dei primi cristiani. Un resoconto delle ultime scoperte è abbozzato nel capitolo XVIII del libro II, ad opera di Marangoni che offre qui una descrizione sistematica dei siti e dei reperti, avviando la pratica di disegnare i luoghi, le pitture parietali e gli oggetti rinvenuti. Marangoni individuò nel pavimento della Basilica di Sant'Agnese, in via Nomentana, l'iscrizione marmorea del carmen di papa Damaso, in onore della santa martire. 
A marzo 1737 un incendio distrusse parte della raccolta di disegni delle iscrizioni e delle pitture, frutto del lavoro con Boldetti nell'arco di oltre quindici anni, insieme a resti e a manufatti, estratti dalle catacombe e depositati nel palazzo di via de' Publicolis. Nel 1740 Marangoni pubblicò Acta s. Victorini episcopi Amiterni et martyris illustrata, con l'Appendix de coemeterio S. Saturnini seu Thrasonis via Salaria et monumentis ex eodem, aliisque sac. coemeteriis Urbis nuper refossis, che è considerata la sua opera più importante e fu utilizzata da Ludovico Antonio Muratori che preparava il tomo V delle sue Antiquitates Italicae Medii Aevi. Pubblicò nel 1743 Delle memorie sagre e civili dell'antica città di Novana, oggi Civitanova nella provincia del Piceno e Acta passionis atque translationum s. Magni episcopi Tranensis et martyris. Altre iscrizioni, rinvenute dopo il 1740, furono riprodotte in appendice al trattato Delle cose gentilesche e profane trasportate ad uso e adornamento delle chiese, 1744. 
In questa opera egli giustifica l'impiego, da parte dei primi cristiani, del culto divino di immagini, di edifici e di suppellettili degli antichi romani. Boldetti era stato biasimato, per avere esposto nel portico della basilica di Santa Maria in Trastevere epigrafi romane. Marangoni insisteva che bisognava tutelare il materiale di scavo, asportato e distribuito a chiese, a monasteri, a privati; bisognava porre argine a incauti prelievi di reperti funerari e alla dispersione di epigrafi sacre e profane; bisognava evitare i danni provocati da "cavatori" incompetenti, a caccia di reliquie di martiri.

### Museo Sacro e Museo Profano in Vaticano
Il papa ordinò la rimozione da Santa Maria in Trastevere delle lapidi che andarono a costituire, fra il 1756 e il 1767, il Museo sacro e il Museo profano della Biblioteca Apostolica Vaticana e che oggi fanno parte dei Musei Vaticani. 
Si andava verso la sacralizzazione di vestigia dell'antica Roma, di pari passo con l'opera di restauro e di riedificazione di basiliche pagane e di luoghi sacri a Roma. Il Colosseo fu consacrato nel 1756, alla memoria della Passione di Gesù e dei primi cristiani.
Nominato nel 1729 protonotario apostolico, Marangoni declinò nel 1749 l'offerta di Benedetto XIV del vescovato vacante di Anagni e, alla morte di Boldetti, gli subentrò nella carica di Custode delle reliquie e dei cimiteri. A luglio 1751, colpito da paralisi, si trasferì nella casa di riposo di San Girolamo, dove morì.
Inediti: Christi martyrum Primi et Feliciani, 1736 (Biblioteca apostolica Vaticana);  De electione summi pontificis, 1740 (Biblioteca Casanatense).

### Altre opere
- Vita del servo di Dio card. Marco Antonio Barbarigo vescovo di Montefiascone e Corneto, (a cura di E. Chierichetti, 1930).
- Vita del servo di Dio d. Biagio Morani di Mercatello confessore… del nuovo monastero del Divino Amore, 1763.
- Compendio della vita del ven. Angiolo Paoli carmelitano,  1729.
- Compendio della vita del b. Pietro Forier canonico regolare.
- Vita della serva di Dio suor Claudia De Angelis, (compendio: 1805 e integrale: 1995 a cura di G. Raspa).
- Della Passione di N.S. Gesù Cristo XVI considerazioni ascetiche… distribuite per le parti, e membra più nobili del Corpo del Signore, 1728.
- Grandezze dell' Arcangelo S. Michele nella Chiesa trionfante, militante, e purgante, esposte in dieci lezioni, ed altrettante meditazioni, e considerazioni, 1739.
- Vita della signora Maria Teresa Gentili educanda nella ven. Congr. del Ss. Bambino Gesù della città di San Severino nella Marca, 1739.
- L'ammirabile conversione di s. Disma detto volgarmente il buon ladrone, che fu crocifisso con N.S. Gesù Cristo, 1741.
- Istoria dell'antichissimo oratorio o cappella di S. Lorenzo nel patriarchio lateranense, 1747.
- Il divoto pellegrino guidato ed istruito nella visita delle quattro basiliche di Roma, 1749 (guida per l'Anno Santo 1750).
- Chronologia Romanorum pontificum superstes in pariete australi basilicae S. Pauli apostoli viae Ostiensis depicta saeculo V, 1751 (con note sul restauro dell'antico mosaico).
- Vita del ven. p. Giovannagostino Adorno, primo fondatore della ven. Religione de' cherici regolari minori (postuma).